# Richard Terrile
Richard John Terrile (ur. 22 marca 1951 w Nowym Jorku) – amerykański astronom, który odkrył kilka księżyców Saturna, Urana i Neptuna na podstawie zdjęć z sond Voyager. Pracuje dla Jet Propulsion Laboratory (ośrodek NASA). Bez powodzenia uczestniczył w naborze do 9. i 10. grupy astronautów NASA. Był też półfinalistą naboru do misji laboratorium Spacelab.